# Ruellia exserta
Ruellia exserta är en akantusväxtart som beskrevs av Wassh. och J.R.I.Wood. Ruellia exserta ingår i släktet Ruellia och familjen akantusväxter. Inga underarter finns listade i Catalogue of Life.